# 第116独立機械化旅団 (ウクライナ陸軍)
第116独立機械化旅団（だい116どくりつきかいかりょだん、ウクライナ語: 116-та окрема механізована бригада）は、ウクライナ陸軍の旅団。第10軍団隷下。

## 概要

### ロシアのウクライナ侵攻

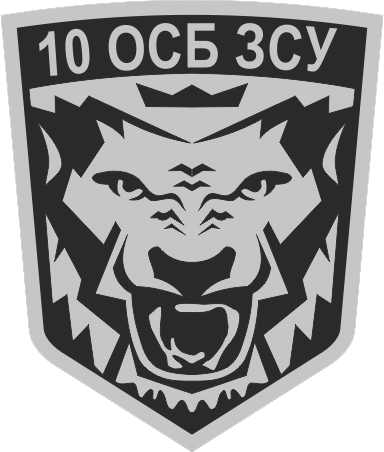
第10独立小銃大隊章

2022年3月、ロシアのウクライナ侵攻の影響に伴い、ウクライナ領土防衛隊の第10独立小銃大隊としてリヴィウ州で創設された。
2023年2月、ウクライナ陸軍に編入し、部隊増強に伴い、第116独立機械化旅団に改編された。

#### 南部・ザポリージャ戦線
2023年9月、南部ザポリージャ州ポロヒー地区に配備され、戦略予備からベルボべ方面に展開した。

#### 東部・スヴァトヴェ-クレミンナ戦線
2023年11月、旅団砲兵群が北東部ハルキウ州クプヤンシク地区に再配置され、友軍を火力支援した。

#### 東部・アウディーイウカ戦線
2023年11月、激戦地の東部ドネツィク州ポクロウシク地区に再配置され、友軍の救援でアウディーイウカ方面を防御した。

#### 北東部・ハルキウ戦線
2024年6月、ロシアと国境を接する北東部ハルキウ州チュフイウ地区に再配置され、友軍の救援でヴォウチャンシク方面を防御した。

#### ロシア・クルスク戦線
2024年8月、ロシア・クルスク州に再配置され、スジャ方面に展開した。

## 編制
- 旅団司令部（リヴィウ）
- 第1機械化大隊
- 第2機械化大隊
- 第3機械化大隊
- 戦車大隊
- 第23独立小銃大隊
- 第33独立小銃大隊
- 第53独立小銃大隊
- 旅団砲兵群
  - 本部中隊
  - 第1自走砲大隊
  - 第2自走砲大隊
  - ロケット砲大隊
  - 対戦車砲大隊
- 防空大隊

- 工兵大隊
- 整備大隊
- 兵站大隊
- 偵察中隊
- 電子戦中隊
- 通信中隊
- レーダー中隊
- NBC防護中隊
- 衛生中隊
- コーングループ